# Холь-Холь

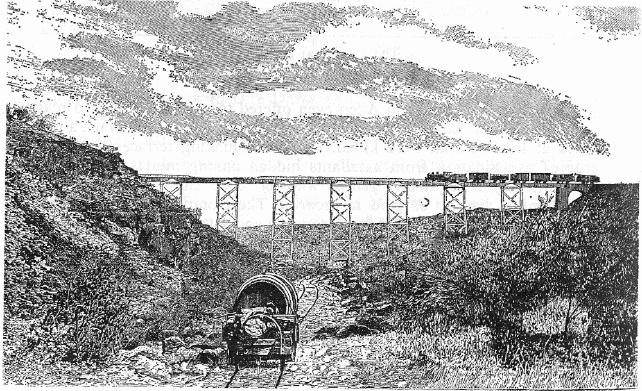
Железнодорожный мост

Холь-Холь или Хольхоль (араб. حلحول‎) — город в Джибути, расположен в регионе Али-Сабих.

## Описание
Холь-Холь был образован в результате строительства железнодорожной линии, связывающей Джибути с Аддис-Абебой, и является одной из станций. Есть также виадук этой линии. Построенный в 1900 году, он составляет 29 метров в высоту и 45 метров в длину.
Холь-Холь насчитывает 4904 жителей по данным переписи 2007 года. Это седьмой по величине город в стране. Имеется Военная академия «Эль-Хадж Хасан Гуледа». В километре от города находится колледж.

## Транспорт
Холь-Холь обслуживается железнодорожной станцией на «Аддис-Абеба — Джибути». Располагается вдоль Национального шоссе № 5.
| Город     | Расстояние, км |
| --------- | -------------- |
| Али Аддэ  | 124            |
| Али Сабье | 29             |
| Арта      | 25             |
| Галафи    | 127            |
| Джибути   | 40             |
| Дихил     | 65             |
| Дорра     | 106            |
| Обок      | 83             |
| Таджура   | 53             |

## Климат
| Показатель                    | Янв. | Фев. | Март | Апр. | Май | Июнь | Июль | Авг. | Сен. | Окт. | Нояб. | Дек. | Год  |
| ----------------------------- | ---- | ---- | ---- | ---- | --- | ---- | ---- | ---- | ---- | ---- | ----- | ---- | ---- |
| Абсолютный максимум, °C       | 22   | 23   | 24   | 25   | 27  | 30   | 31   | 32   | 30   | 27   | 23    | 22   | 26,3 |
| Абсолютный минимум, °C        | 18   | 19   | 19   | 19   | 20  | 22   | 23   | 24   | 22   | 21   | 19    | 18   | 20,3 |
| Норма осадков, мм             | 23   | 27   | 25   | 35   | 15  | 5    | 5    | 5    | 15   | 23   | 25    | 22   | 225  |
| Источник: The Weather Channel |      |      |      |      |     |      |      |      |      |      |       |      |      |

## Население
Жители города относятся к различным этническим группам в основном афро-азиатским-говорящим, с преобладающим народом Исса.

## Города-побратимы
1. Талех, Сомали